# Insieme multicolore
Insieme multicolore è un dipinto a olio e smalto su tela (116x89 cm) realizzato nel 1938 dal pittore Vasilij Kandinskij.
È conservato nel Centre Pompidou di Parigi.